# 1747
| [ Edytuj tabelę ]              | |
| Król Polski                    | - 1733 August III Sas 1763 |
| Emir Afganistanu               | - 1747 Ahmed Szah Abdali (padyszach) 1772 |
| Współksiążęta Andory           | - 1738 Jordi Curado y Torreblanca 1747 - 1747 Sebastià José de Victoria de Emparán de Loyola 1756 - 1715 Ludwik XV 1774                               |
| Elektor Bawarii                | - 1745 Maksymilian III Józef 1777 |
| Sułtan Brunei                  | - 1745 Hussin Kamaluddin 1762 |
| Cesarz Chin                    | - 1735 Qianlong 1796 |
| Król Czech                     | - 1743 Maria Teresa 1780 |
| Król Danii                     | - 1746 Fryderyk V 1766 |
| Dalajlama                      | - 1708 Kelzang Gjaco 1757 |
| Cesarz Etiopii                 | - 1730 Ijasu II 1755 |
| Król Francji                   | - 1715 Ludwik XV 1774 |
| Król Hiszpanii                 | - 1746 Ferdynand VI 1759 |
| Landgraf Hesji-Kassel          | - 1730 Fryderyk I Heski 1751 |
| Stadhouder Holandii            | - 1702 drugi okres bez stadhoudera 1747 - 1747 Wilhelm IV Orański 1751                                                                                |
| Szach Iranu                    | - 1736 Nadir Szah Afszar 1747 - 1747 Adil Szah 1748                                                                                                   |
| Państwo Wielkich Mogołów       | - 1720 Mohammed Szah 1748 |
| Król Irlandii                  | - 1727 Jerzy II Hanowerski 1760 |
| Cesarz Japonii                 | - 1735 Sakuramachi 1747 - 1747 Momozono 1762 |
| Kalif                          | - 1736 Mahmud I 1754 |
| Patriarcha Konstantynopola     | - 1744 Paisjusz II 1748 |
| Władca Korei                   | - 1724 Yŏngjo 1776 |
| Książę Liechtensteinu          | - 1745 Jan Nepomucen Karol 1748 |
| Sułtan Maroka                  | - 1745 Abdullah ibn Ismail 1757 |
| Książę Monako                  | - 1733 Honoriusz III 1793 |
| Król Nawarry                   | - 1710 Ludwik XV 1774 |
| Król Norwegii                  | - 1746 Fryderyk V 1766 |
| Sułtan Omanu                   | - 1743 Balarab ibn Himjar ibn Sultan 1749 |
| Elektor Palatynatu             | - 1742 Karol IV Teodor 1799 |
| Papież                         | - 1740 Benedykt XIV 1758 |
| Książę Parmy i Piacenzy        | - 1740 Maria Teresa 1748 |
| Król Portugalii                | - 1706 Jan V 1750 |
| Król w Prusach                 | - 1740 Fryderyk II Wielki 1772 |
| Car Rosji                      | - 1741 Elżbieta 1762 |
| Cesarz Rzymski (niemiecki)     | - 1745 Franciszek I Lotaryński 1765 |
| Kapitanowie Regenci San Marino | - 1746 Filippo Manenti Belluzzi Domenico Bertoni 1747 - 1747 Giacomo Begni Ottavio Fazzini 1747 - 1747 Biagio Antonio Martelli Giovanni Martelli 1748 |
| Elektor Saksonii               | - 1733 Fryderyk August II (król Polski) 1763 |
| Król Sardynii                  | - 1730 Karol Emanuel III 1773 |
| Król Szwecji                   | - 1720 Fryderyk I Heski 1751 |
| Król Tajlandii                 | - 1733 Boromma Kot 1758 |
| Sułtan Turków                  | - 1730 Mahmud I 1754 |
| Doża Wenecji                   | - 1741 Pietro Grimani 1752 |
| Król Węgier                    | - 1740 Maria Teresa 1780 |
| Monarcha Wielkiej Brytanii     | - 1727 Jerzy II 1760 |
| Premier Wielkiej Brytanii      | - 1743 Henry Pelham 1754 |

Rok 1747 / MDCCXLVII
stulecia: XVII wiek ~
XVIII wiek ~
XIX wiek

lata: 1737 «
1742 «
1743 «
1744 «
1745 «
1746 «
1747
» 1748
» 1749
» 1750
» 1751
» 1752
» 1757

## Wydarzenia w Polsce
- 8 sierpnia – otwarto Bibliotekę Załuskich w Warszawie.

## Wydarzenia na świecie
- 31 stycznia – w Londynie otwarto pierwszy szpital wenerologiczny.
- 14 maja – wojna o sukcesję austriacką: flota brytyjska pokonała Francuzów w I bitwie pod Finisterre.
- 19 czerwca – zamordowano szacha Persji o imieniu Nadir Szah Afszar. W kraju zapanował chaos. Adil Szah został szachem Persji.
- 2 lipca – wojna francusko-austriacka: wygrana Francuzów w bitwie pod Lauffeldt.
- Lipiec – Musikalisches Opfer BWV 1079 (Muzyczna ofiara) skomponowana przez Bacha.
- 25 października – II bitwa morska pod Finisterre.

- Francuski mistrz szachowy François Philidor, pokonał syryjskiego szachistę Filipa Stammę w meczu składającym się z 9 partii (6 zwyc., 2 por. i 1 remis) i stał się pierwszym (nieoficjalnym) szachowym mistrzem świata.

## Urodzili się
- 4 stycznia – Dominique Vivant Denon, francuski archeolog amator, jeden z pionierów egiptologii (zm. 1825)
- 6 stycznia – Konstancja Benisławska, polska poetka (zm. 1806)
- 23 stycznia – Józefina Leroux, francuska klaryska, męczennica, błogosławiona (zm. 1794)
- 1 lutego – Serafin Morazzone, włoski duchowny katolicki, błogosławiony (zm. 1822)
- 24 lutego – Maciej Paweł Możdżeniewski, polski duchowny katolicki, biskup pomocniczy łucko-żytomierski (zm. 1819)
- 3 marca – Leopold Szersznik, polski jezuita, historyk, pedagog, slawista, bibliofil, fundator biblioteki, pionier muzealnictwa (zm. 1814)
- 5 maja – Leopold II Habsburg, cesarz rzymsko-niemiecki (zm. 1792)
- 9 lipca – Maria Laurentyna od św. Stanisława Prin, francuska urszulanka, męczennica, błogosławiona katolicka (zm. 1794)
- 15 lipca – Teresa Małgorzata od Serca Jezusowego Redi, włoska karmelitanka, święta katolicka (zm. 1770)
- 29 lipca – Teresa Fantou, francuska szarytka, męczennica, błogosławiona katolicka (zm. 1794)
- 29 września – Józef Wybicki, działacz polityczny, poeta, autor Mazurka Dąbrowskiego, Hymnu Polski (zm. 1822)
- 14 listopada – Józef Angiolini, polski jezuita, teolog, filozof pochodzenia włoskiego (zm. 1814)
- 17 listopada – Dionizy Stanetti von Falkenfels, austriacki inżynier górniczy, długoletni naczelnik kopalni soli w Bochni (zm. 1824)
- 19 grudnia – Jan Fryderyk Brodowski, polski generał major (zm. 1811)

- data dzienna nieznana: 
  - Karol Regis Mateusz de la Calmette, francuski męczennik, błogosławiony katolicki (zm. 1792)

## Zmarli
- 19 marca – Katarzyna Opalińska, żona Stanisława Leszczyńskiego, królowa Polski, księżna Lotaryngii i Baru (ur. 1680)
- 26 maja – Piotr Sans i Yordà, hiszpański dominikanin, misjonarz, biskup, męczennik, święty katolicki (ur. 1680)

## Święta ruchome
- Tłusty czwartek: 9 lutego
- Ostatki: 14 lutego
- Popielec: 15 lutego
- Niedziela Palmowa: 26 marca
- Wielki Czwartek: 30 marca
- Wielki Piątek: 31 marca
- Wielka Sobota: 1 kwietnia
- Wielkanoc: 2 kwietnia
- Poniedziałek Wielkanocny: 3 kwietnia
- Wniebowstąpienie Pańskie: 11 maja
- Zesłanie Ducha Świętego: 21 maja
- Boże Ciało: 1 czerwca